# Félix Édouard Guérin-Méneville
Aquest autor és citat en taxonomia animal amb el nom «Guérin».
Félix Édouard Guérin-Méneville, (Toló, 12 d'octubre del 1799-París, França, 26 de gener  del 1874) fou un entomòleg francès.
El 1836 va canviar el seu cognom en Guérin-Méneville. Va fer uns quatre-cents estudis sobre entomologia. Va introduir al cultura del cuc de seda a França i publicar unes obres de referència de les quals Encyclopédie méthodique i l'Iconographie du règne animal (Iconografia del regne animal), un compliment de l'obra de Georges Cuvier (1769-1832) i Pierre André Latreille (1762-1833) són les més conegudes.
Va ser el fundador d'unes revistes: el Magasin de zoologie, d'anatomie comparée et de paléontologie (1830), la Revue zoologique par la Société cuviérienne (1838), la Revue et Magasin de zoologie pure et appliquée (1849) la Revue de sériciculture (1863), sobre la sericicultura.
Unes gèneres que va descriure
- Corc de l'ametller (scolytus amygdali)
- Asplenium petrarchae

## Obres
- Iconographie du règne animal de G. Cuvier: ou, représentation d'aprés nature de l'une des espèces les plus remarquables, et souvent non encore figurées, de chaque genre d'amimaux. Avec un texte descriptif mis au courant de la science. París, J. B. Baillière, 1829-1844.
- Genera des insectes (1797-1869), amb Achille Rémy Percheron
- Traité élémentaire d'histoire naturelle (1833-1840), avec Gaspard Joseph Martin Saint-Ange